# Distrito de Omate
El distrito peruano de Omate es uno de los 11 distritos de la provincia de General Sánchez Cerro, Además su capital de dicha provincia, ubicada en el departamento de Moquegua, bajo la administración del Gobierno regional de Moquegua, en el sur del Perú.
Desde el punto de vista jerárquico de la Iglesia católica forma parte de la diócesis de Tacna y Moquegua la cual, a su vez, pertenece a la arquidiócesis de Arequipa.

## Historia
Omate, estuvo habitada por poblaciones Aymaras, luego de ellas, llegarían los Quechuas al mando de Mayta Capac, finalmente llegarían los españoles, convirtiéndose en ruta obligatoria, primero para los conquistadores y luego para los arrieros y comerciantes criollos. 
La tranquilidad y belleza de este pueblo le permitió a varios españoles establecerse definitivamente en estas agradables y aromáticas tierras.
La ejecución del Capitán Diego de Almagro en el Cusco, ordenado por los pizarristas al mando de Hernando Pizarro, provocó temores fundados, que obligan a que muchos soldados Almagristas, desistan de seguir luchando y decidan finalmente establecerse en estos apacibles lugares del sur peruano, el clima y la tierra les permitió iniciarse en los trabajos agrícolas y ganaderos para sobrevivir, más tarde Francisco Pizarro, decidió premiar a todos los encomenderos que lo habían acompañado en la empresa aventurera de la Conquista del Perú y encargo a Martín López de Carbajal, vecino de Camaná, para otorgarle la Encomienda de Omate asignándole unos 287 indios acompañado del Cacique principal, llamado Caila, para que dicha indiada sea repartida entre los poblados de  Coalaque, Coala, Tamana, Hamvasi, Acambaga, Yabaga, Jurama, Laqui y Chica, a diferencia de Omate que sería poblada por españoles. Con sus provisiones asignadas se presentó ante el gobernador García Manuel de Carbajal y ante Alonso de Luque, quien era el Escribano Real de su Majestad para solicitar la posesión asignada en la provisión y en cumplimiento de la cual el alcalde le entregó oficialmente a Martín López de Carbajal lo que se le había ofrecido. 
Pasada las guerras entre Encomenderos; el Virrey Toledo entregó a Gaspar López, hijo del Encomendero Martín López las encomiendas de Quinistacas y Coalaque. Omate, fue conocido desde los tiempos antiguos por los mismos naturales como Ansi, que era un anexo de Puquina y se convirtió en Curato o Doctrina antes de la creación del Obispado de Arequipa. En 1586 se construyó el primer templo de adobe dedicado al Patrono San Bernardo. Al cabo de pocos años, el 15 de febrero de 1600, erupcionó el volcán de Omate más conocido como Huaynaputina o de Quinistaquillas.
Durante la guerra con Chile, los Omateños adinerados, escondieron sus tesoro,s enterrándolos en diferentes lugares de la provincia, como se hizo en muchas partes del sur del Perú, arriesgando su vida y la de sus familia, ya que los chilenos estaban afanados en la búsqueda de trofeos de guerra.

## Población
Muchos indígenas murieron con la erupción del Huaynaputina en el año 1600, según las narraciones del Cura Ventura Trávada y Córdova, Las cenizas llegaron hasta un radio de 2000 leguas. Los que pudieron huir de Omate y Quinistaquillas, todos indígenas, se refugiaron en otras tierras menos afectadas.
El gobernador intendente de Arequipa, Antonio Álvarez y Jiménez visitó la zona del 29 de noviembre al 17 de diciembre de 1791 para inspeccionar y evaluar las condiciones de la localidad, hallando una población de 2137 personas, entre ellos a 557 españoles y criollos y unos 1580 mestizos y aborígenes, siendo Omate, el lugar más poblado por españoles,criollos y mestizos, los indígenas estaban repartidos entre, San Bernardo de Quinistaca; San Clemente de Coalaque y la Asunción de Quinistaquillas e integraban los pagos de Moromoro y Escobaya. Los colonizadores realizaban comercio con Arequipa, Moquegua y el puerto de Ilo.

## Geografía
El valle de Omate se encuentra ubicado en la Cordillera Occidental de los Andes, en medio de los nevados Goylanto y Paylogen, así como entre los cerros Junín y Cerro Blanco. Se ubica a 147 km al norte de la ciudad de Moquegua y a 129 km al sureste de la ciudad de Arequipa.
Su orografía se debe a la intensa actividad volcánica que se desarrolló en la zona, tal como se puede notar en los bancos de material volcánico que cubren el valle. 

## Naturaleza
En sus zonas más altas existen diversos tipos de aves como palomas, águilas, buitres y cóndores, mientras que en el río Omate se pueden encontrar crustáceos como el camarón.

## Economía
En sus diferentes centros poblados se dedican a la fruticultura y a la ganadería.

## Demografía
La población estimada en el año 2017 era de 3 158 habitantes.

## Autoridades

### Municipales
- 2019 - 2022[6]
  - Alcalde: Luis Alberto Concha Quispitupac, de Acción Popular.
  - Regidores:

  1. Tomasa Bedregal Cuarite (Acción Popular)
  2. Floro Erasmo Ventura Cáceres (Acción Popular)
  3. Wacner López Mamani (Acción Popular)
  4. Elio Tomás Manuel Manuel (Acción Popular)
  5. Edith Asencio Rodríguez (Acción Popular)
  6. Dennis Víctor Mora Chire (Frente de Integración Regional Moquegua Emprendedora FIRME)
  7. Eduardo Ángel Ticona Arias (Unión por el Perú)

## Turismo
Dentro de sus principales atractivos:
- Templo parroquial San Lino de  Omate

Construido de adobe en el siglo XVIII, posee un Altar Mayor de estilo barroco, tallado en madera y dorado con pan de oro, los altares menores de estilo neo clásico, posee un reloj solar grabado en piedra y una artística custodia de plata del siglo XIX.
- Rastro del Señor de las Piedades

Milagrosa imagen del Señor de las Piedades, remitida de España por el Emperador Don Carlos V, La imagen es única por estar sujeta a la cruz con cuatro clavos, actualmente se encuentra en el Templo parroquial San Lino de Omate.
- Molinos Hidráulicos de Omate

Ubicada en la parte alta de la Villa de Omate, allí se molía el trigo para elaborar el famoso “Pan de Omate”.
- Bodegas

Bodegas coloniales ubicadas en la parte baja del valle de Omate y en el distrito de Quinistaquillas, allí se elaboran artesanalmente vinos y piscos de excelente calidad.
- Catarata el Chorro

Atractivo natural producto de la erosión del río Tambo, que al llegar a un estrecho cañón, da lugar a un salto de agua bastante espectacular. En el río Tambo se puede realizar el turismo de aventura: canotaje, pesca de camarones.
- Fuentes Termales de Ulucán

Fuentes termales medicinales, ubicadas  en el distrito de Coalaque, en donde surten agua caliente con una temperatura que oscila entre los 70 y 90 °C.

## Festividades
- Virgen del Carmen
- Señor de las Piedades
- Semana Santa: Es uno de los grandes atractivos turísticos que tiene Omate, por ser un pueblo de profundas raíces cristianas cuyo fervor religioso aflora a cada instante en sus habitantes. En este sentido en el DOMINGO DE RAMOS, se rememora la entrada triunfal de Jesús en Jerusalén. En la misma entrada del pueblo se levanta imponente un altar especial desde ingresa la sagrada imagen del Señor de Ramos. Se cuenta con la presencia de las autoridades del pueblo y una cantidad de visitantes que concurren a espectar y ser partícipes de este momento de profunda religiosidad. En medio de artísticos arcos florales adornados con aromáticas frutas del lugar, presencian el inicio de la procesión. La sagrada imagen de Cristo, va montado en un asno al que le sigue un pollino con su serón, confeccionado con material especial y lleva las frutas más apetitosas para el Señor. Las principales autoridades sujetan las riendas del jumento y acompañan el recorrido. Los originales arcos preparados con flores, palmeras, olivos, papel, arbolitos, llegan hasta la iglesia donde son bendecidos por el Párroco. Ingresa el Rey Inmaculado entre cánticos religiosos, altares en las esquinas de las calles, banda de músicos, fuegos artificiales, además, sentidas alabanzas. Esta tradición se conserva en Omate y simboliza el ingreso de Jesús a Jerusalén, tal y conforme lo confirman las sagradas escrituras.

La Santa muerte